# Veerapandi
Veerapandi es una ciudad y nagar Panchayat situada en el distrito de Coimbatore en el estado de Tamil Nadu (India). Su población es de 16953 habitantes (2011). Se encuentra a 18 km de Coimbatore.

## Demografía
Según el censo de 2011 la población de Veerapandi era de 16953 habitantes, de los cuales 8475 eran hombres y 8478 eran mujeres. Veerapandi tiene una tasa media de alfabetización del 84,84%, superior a la media estatal del 80,09%: la alfabetización masculina es del 89,59%, y la alfabetización femenina del 80,11%.